# 蒙米拉
蒙米拉（法語：Montmirat，法語發音：[mɔ̃miʁa]）是法国加尔省的一个市镇，属于尼姆区。

## 地理
蒙米拉（43°54'3"N, 4°6'13"E）面积9.52 平方千米，位于法国奧克西塔尼大區加尔省，该省份为法国南部沿海省份，南端濒地中海，北起顺时针与阿尔代什省、沃克吕兹省、罗讷河口省、埃罗省、阿韦龙省和洛泽尔省接壤。
与蒙米拉接壤的市镇（或旧市镇、城区）包括：戛纳和克莱朗、克雷斯皮扬、穆莱藏、圣马梅尔迪加尔。

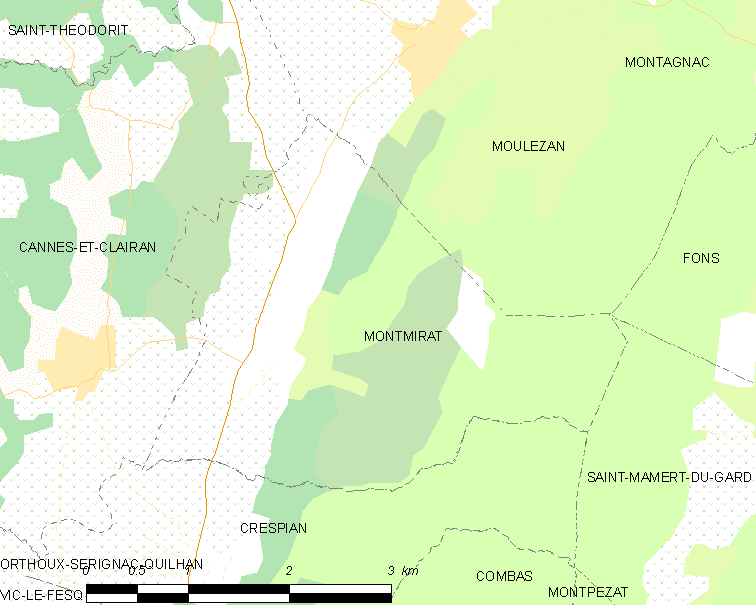
蒙米拉的OSM定位图

蒙米拉的时区为UTC+01:00、UTC+02:00（夏令时）。

## 行政
蒙米拉的邮政编码为30260，INSEE市镇编码为30181。

## 政治
蒙米拉所属的省级选区为卡尔维松县。

## 人口

1962-2008年间蒙米拉人口变化图示

蒙米拉于2022年1月1日时的人口数量为478人。